# Wahlen 1920
◄◄ | ◄ | 1916 | 1917 | 1918 | 1919 | Wahlen 1920 | 1921 | 1922 | 1923 | 1924 | ► | ►►

Weitere Ereignisse
Folgende Wahlen fanden 1920 statt:
- am 25. und 26. Januar 1920 die Parlamentswahl in Ungarn, siehe hier
- am 10. Februar und 14. März die Volksabstimmung in Schleswig
- am 7. März die Parlamentswahl in Argentinien
- am 28. März die Parlamentswahl in Bulgarien 1920
- am 10. April die Parlamentswahlen in der Tschechoslowakei 1920
- am 26. April, 6. Juli und 21. September in Dänemark Wahlen zum Folketing
- am 16. Mai 1920 die Wahl zur verfassungsgebenden Versammlung in Danzig 1920
- am 6. Juni in Deutschland die Reichstagswahl 1920 und die Landtagswahl in Bayern 1920
- am 11. Juli Volksabstimmungen in einem Gebiet Ostpreußens und einem Gebiet Westpreußens
- im September die Wahl zum Schwedischen Reichstag 1920
- am 10. Oktober die Volksabstimmung 1920 in Kärnten
- am 17. Oktober die Nationalratswahl in Österreich 1920
- am 2. November
  - Präsidentschaftswahl in den Vereinigten Staaten 1920
  - Wahl zum Senat der Vereinigten Staaten 1920
  - Wahl zum US-Repräsentantenhaus
- am 14. November die Parlamentswahl in Griechenland 1920
- am 14. November die Landtagswahl in Sachsen 1922
- vom 27. bis zum 29. November die Parlamentswahl in Estland 1920
- am 28. November die verfassunggebende Versammlung des Staates der Slowenen, Kroaten und Serben
- Dezember: Bundesratswahl 1920
- Präsidentschaftswahl in Chile. Arturo Alessandri wurde erstmals gewählt.
- Präsidentschaftswahlen in Guatemala (April 1920 und August 1920)
- Präsidentschaftswahl in Panama